# Psoralea leucantha
Psoralea leucantha är en ärtväxtart som beskrevs av Ferdinand von Mueller. Psoralea leucantha ingår i släktet Psoralea och familjen ärtväxter. Inga underarter finns listade i Catalogue of Life.